# Beleš
Beleš (izvirno srbsko Белеш) je naselje v Srbiji, ki upravno spada pod Občino Dimitrovgrad; slednja pa je del Pirotskega upravnega okraja.

## Demografija
V naselju, katerega izvirno (srbsko-cirilično) ime je Белеш, živi 653 polnoletnih prebivalcev, pri čemer je njihova povprečna starost 38,9 let (38,7 pri moških in 39,2 pri ženskah). Naselje ima 285 gospodinjstev, pri čemer je povprečno število članov na gospodinjstvo 2,91.
Prebivalstvo je večinoma nehomogeno, a v času zadnjih 3 popisov je opazen porast števila prebivalcev.
|  |

| Demografija | Demografija     | Demografija     |
| Leto        | Št. prebivalcev | Št. prebivalcev |
| ----------- | --------------- | --------------- |
|             |                 |                 |
|             |                 |                 |
|             |                 |                 |
|             |                 |                 |
| 1948        | 380             |                 |
| 1953        | 374             |                 |
| 1961        | 301             |                 |
| 1971        | 468             |                 |
| 1981        | 664             |                 |
| 1991        | 784             | 783             |
| 2002        | 838             | 830             |
|             |                 |                 |

| Etnična sestava po popisu iz leta 2002 | Etnična sestava po popisu iz leta 2002 | Etnična sestava po popisu iz leta 2002 | Etnična sestava po popisu iz leta 2002 | Etnična sestava po popisu iz leta 2002 |
| -------------------------------------- | -------------------------------------- | -------------------------------------- | -------------------------------------- | -------------------------------------- |
| Bolgari                                | Bolgari                                |                                        | 305                                    | 36,74%                                 |
| Srbi                                   | Srbi                                   |                                        | 225                                    | 27,10%                                 |
| Jugoslovani                            | Jugoslovani                            |                                        | 7                                      | 0,84%                                  |
| Rusi                                   | Rusi                                   |                                        | 1                                      | 0,12%                                  |
| Makedonci                              | Makedonci                              |                                        | 1                                      | 0,12%                                  |
| Neznano                                | Neznano                                |                                        | 95                                     | 11,44%                                 |